# Florrie Lindley
Florence Lena "Florrie" Lindley is een fictieve persoon uit de Britse televisieserie Coronation Street. Actrice Betty Alberge gaf gestalte aan deze rol.

## Leven
Florence Lena "Florrie" Lindley was van 1960 tot 1965 de eigenaar van de Corner Shop, de plaatselijke winkel van Coronation Street. Ze nam de winkel over in 1960 van Elsie Lappin. Florrie beweerde altijd weduwe te zijn, maar in 1965 werd duidelijk dat haar man Norman Lindley nog in leven was.

### 1960-1961
Florrie kwam in 1960 naar Coronation Street. Ze kocht de Corner Shop van Elsie Lappin en veranderde de naam in "Lindley's Provisions". Ze was bang dat ze niet in de hechte gemeenschap paste.
Haar eerste dagen als winkeleigenaar waren niet gemakkelijk. Ze werd door de politie betrapt toen ze aanstekers verkocht na sluitingstijd. Ze kreeg een boete van £1. De lokale krant blies het verhaal erg op. Florrie vreesde voor de reputatie van haar winkel.
Florrie werd goede vrienden met Elsie Tanner en Albert Tatlock. Ze hoopte ook op een relatie met Harry Hewitt, maar hij trouwde uiteindelijk met Concepta Riley. Kort na haar aankomst in de straat had ze weinig vrienden en ging ze vaak naar het bingo om maar niet eenzaam te zijn.
Florrie had vaak moeite om de leveranciers te betalen. Om meer inkomen te krijgen, verhuurde ze de loft boven haar winkel. Zelf woonde ze in de ruimte achter haar winkel. De eerste huurders van de loft waren Phil Braithwaite en Norman Dobson. Toen zij verhuisden, kwamen Sheila Birtles en Doreen Lostock er wonen.

### 1962-1964
Aangezien Florrie nog steeds geen man had, begon zij met haar buurvrouw Elsie Tanner aan blind dating. Ook hierbij had Florrie geen succes. Ze kreeg uiteindelijk een korte relatie met Frank Barlow. Florrie was erg verliefd op hem, maar Barlow was zelf net weduwnaar geworden en nog niet klaar voor een relatie. Weer werd Florrie haar hart gebroken.
In 1963 werd Florrie overvallen nadat ze £100 had gewonnen tijden een bingo. De dader bleek Jerry Booth te zijn.
In 1964 besloot Florrie wat aanpassingen te maken in haar winkel. Ze opende er een postkantoor bij en de ingang werd verplaatst. Ze nam Dennis Tanner aan als assistent, maar hij bleek ongeschikt. Na een paar weken nam Irma Ogden zijn plaats in. Irma moest het vaak ontgelden, aangezien het steeds slechter ging met Florrie. Uiteindelijk raakte Florrie depressief en gooide ze blikken door het raam van haar winkel. Hierna moest ze een tijd in bed blijven.
Tegen het advies van haar dokter in werkte Florrie na een paar weken toch weer in haar winkel. Ze ontmoette de Ier Tickler Murphy. Florrie was op slag verliefd op Tickler, maar hij was echter alleen geïnteresseerd in haar winkel. Florrie vertelde hem dat ze trouwplannen had. Diezelfde dag vertrok Tickler terug naar Ierland. Florrie was ontroostbaar.

### 1965
In 1965 stapte Norman Lindley de Corner Shop binnen. De straat was geschokt door Norman's komst. Florrie was dus geen weduwe, zoals ze altijd beweerde. Florrie wist niet goed hoe ze moest reageren op zijn komst. Hij deelde haar mee dat als ze niet met hem mee naar Canada zou gaan, hij een scheiding zou aanvragen.
Uiteindelijk stemde Florrie ermee in om met hem mee te gaan naar Canada. Ze nam afscheid van haar vrienden in de straat. Lionel Petty nam de Corner Shop van Florrie over.
Concepta Riley · Elsie Lappin · Florrie Lindley · Joan Akers · Lionel Petty· May Hardman · Sandra Petty · Vera Lomax